# 6 uur van Spa-Francorchamps 2016
De 6 uur van Spa-Francorchamps 2016 was de tweede race van het FIA World Endurance Championship-seizoen 2016. De race werd verreden op 7 mei 2016 op het Circuit de Spa-Francorchamps nabij Spa, België.
De race werd gewonnen door de Audi Sport Team Joest #8 van Loïc Duval, Lucas di Grassi en Oliver Jarvis. De LMP1 privé-klasse werd gewonnen door de Rebellion Racing #13 van Alexandre Imperatori, Dominik Kraihamer en Mathéo Tuscher. De LMP2-klasse werd gewonnen door de Signatech Alpine #36 van Nicolas Lapierre, Gustavo Menezes en Stéphane Richelmi. De LMGTE Pro-klasse werd gewonnen door de AF Corse #71 van Sam Bird en Davide Rigon. De LMGTE Am-klasse werd gewonnen door de Aston Martin Racing #98 van Paul Dalla Lana, Pedro Lamy en Mathias Lauda.

## Kwalificatie
Tijden vetgedrukt betekent de snelste tijd in die klasse.
| Pos. | Klasse     | No. | Team                      | Tijd     | Grid |
| ---- | ---------- | --- | ------------------------- | -------- | ---- |
| 1    | LMP1       | 1   | Porsche Team              | 1:55.793 | 1    |
| 2    | LMP1       | 2   | Porsche Team              | 1:56.590 | 2    |
| 3    | LMP1       | 6   | Toyota Gazoo Racing       | 1:57.698 | 3    |
| 4    | LMP1       | 8   | Audi Sport Team Joest     | 1:57.716 | 4    |
| 5    | LMP1       | 5   | Toyota Gazoo Racing       | 1:57.750 | 5    |
| 6    | LMP1       | 7   | Audi Sport Team Joest     | 1:57.915 | 6    |
| 7    | LMP1 privé | 13  | Rebellion Racing          | 2:01.547 | 7    |
| 8    | LMP1 privé | 12  | Rebellion Racing          | 2:02.126 | 8    |
| 9    | LMP1 privé | 4   | ByKolles Racing Team      | 2:03.571 | 9    |
| 10   | LMP2       | 26  | G-Drive Racing            | 2:07.363 | 10   |
| 11   | LMP2       | 36  | Signatech Alpine          | 2:07.822 | 11   |
| 12   | LMP2       | 45  | Manor                     | 2:08.036 | 12   |
| 13   | LMP2       | 38  | G-Drive Racing            | 2:08.557 | 13   |
| 14   | LMP2       | 44  | Manor                     | 2:08.893 | 14   |
| 15   | LMP2       | 43  | RGR Sport by Morand       | 2:09.125 | 15   |
| 16   | LMP2       | 37  | SMP Racing                | 2:09.445 | 16   |
| 17   | LMP2       | 31  | Extreme Speed Motorsports | 2:09.601 | 17   |
| 18   | LMP2       | 27  | SMP Racing                | 2:09.625 | 18   |
| 19   | LMP2       | 35  | Baxi DC Racing Alpine     | 2:10.230 | 19   |
| 20   | LMP2       | 42  | Strakka Racing            | 2:11.160 | 20   |
| 21   | LMP2       | 30  | Extreme Speed Motorsports | 2:13.708 | 21   |
| 22   | LMGTE Pro  | 71  | AF Corse                  | 2:17.644 | 22   |
| 23   | LMGTE Pro  | 51  | AF Corse                  | 2:17.961 | 23   |
| 24   | LMGTE Pro  | 97  | Aston Martin Racing       | 2:17.987 | 24   |
| 25   | LMGTE Pro  | 66  | Ford Chip Ganassi Team UK | 2:18.380 | 25   |
| 26   | LMGTE Pro  | 67  | Ford Chip Ganassi Team UK | 2:18.418 | 26   |
| 27   | LMGTE Pro  | 95  | Aston Martin Racing       | 2:18.739 | 27   |
| 28   | LMGTE Pro  | 77  | Dempsey-Proton Racing     | 2:20.036 | 28   |
| 29   | LMGTE Am   | 98  | Aston Martin Racing       | 2:20.351 | 29   |
| 30   | LMGTE Am   | 83  | AF Corse                  | 2:22.202 | 30   |
| 31   | LMGTE Am   | 88  | Abu Dhabi-Proton Racing   | 2:22.457 | 31   |
| 32   | LMGTE Am   | 86  | Gulf Racing               | 2:22.928 | 32   |
| 33   | LMGTE Am   | 78  | KCMG                      | 2:23.316 | 33   |
| 34   | LMGTE Am   | 50  | Larbre Compétition        | 2:23.590 | 34   |

## Uitslag
Winnaars in hun klasse zijn vetgedrukt; LMP1 is rood, LMP2 is blauw, LMGTE Pro is groen en LMGTE Am is oranje.
| Pos. | Klasse     | No. | Team                      | Coureurs                                                | Chassis                        | Banden | Ronden | Tijd/Reden  |
| Pos. | Klasse     | No. | Team                      | Coureurs                                                | Motor                          | Banden | Ronden | Tijd/Reden  |
| ---- | ---------- | --- | ------------------------- | ------------------------------------------------------- | ------------------------------ | ------ | ------ | ----------- |
| 1    | LMP1       | 8   | Audi Sport Team Joest     | Loïc Duval Lucas di Grassi Oliver Jarvis                | Audi R18                       | M      | 160    | 6:00:32.112 |
| 1    | LMP1       | 8   | Audi Sport Team Joest     | Loïc Duval Lucas di Grassi Oliver Jarvis                | Audi TDI 4.0 L Turbo Diesel V6 | M      | 160    | 6:00:32.112 |
| 2    | LMP1       | 2   | Porsche Team              | Romain Dumas Neel Jani Marc Lieb                        | Porsche 919 Hybrid             | M      | 158    | +2 ronden   |
| 2    | LMP1       | 2   | Porsche Team              | Romain Dumas Neel Jani Marc Lieb                        | Porsche 2.0 L Turbo V4         | M      | 158    | +2 ronden   |
| 3    | LMP1 privé | 13  | Rebellion Racing          | Alexandre Imperatori Dominik Kraihamer Mathéo Tuscher   | Rebellion R-One                | D      | 156    | +4 ronden   |
| 3    | LMP1 privé | 13  | Rebellion Racing          | Alexandre Imperatori Dominik Kraihamer Mathéo Tuscher   | AER P60 2.4 L Turbo V6         | D      | 156    | +4 ronden   |
| 4    | LMP1 privé | 12  | Rebellion Racing          | Nick Heidfeld Nelson Piquet jr. Nicolas Prost           | Rebellion R-One                | D      | 155    | +5 ronden   |
| 4    | LMP1 privé | 12  | Rebellion Racing          | Nick Heidfeld Nelson Piquet jr. Nicolas Prost           | AER P60 2.4 L Turbo V6         | D      | 155    | +5 ronden   |
| 5    | LMP1       | 7   | Audi Sport Team Joest     | Marcel Fässler André Lotterer Benoît Tréluyer           | Audi R18                       | M      | 155    | +5 ronden   |
| 5    | LMP1       | 7   | Audi Sport Team Joest     | Marcel Fässler André Lotterer Benoît Tréluyer           | Audi TDI 4.0 L Turbo Diesel V6 | M      | 155    | +5 ronden   |
| 6    | LMP1 privé | 4   | ByKolles Racing Team      | James Rossiter Simon Trummer Oliver Webb                | CLM P1/01                      | D      | 151    | +9 ronden   |
| 6    | LMP1 privé | 4   | ByKolles Racing Team      | James Rossiter Simon Trummer Oliver Webb                | AER P60 2.4 L Turbo V6         | D      | 151    | +9 ronden   |
| 7    | LMP2       | 36  | Signatech Alpine          | Nicolas Lapierre Gustavo Menezes Stéphane Richelmi      | Alpine A460                    | D      | 151    | +9 ronden   |
| 7    | LMP2       | 36  | Signatech Alpine          | Nicolas Lapierre Gustavo Menezes Stéphane Richelmi      | Nissan VK45DE 4.5 L V8         | D      | 151    | +9 ronden   |
| 8    | LMP2       | 31  | Extreme Speed Motorsports | Chris Cumming Ryan Dalziel Pipo Derani                  | Ligier JS P2                   | D      | 151    | +9 ronden   |
| 8    | LMP2       | 31  | Extreme Speed Motorsports | Chris Cumming Ryan Dalziel Pipo Derani                  | Nissan VK45DE 4.5 L V8         | D      | 151    | +9 ronden   |
| 9    | LMP2       | 45  | Manor                     | Richard Bradley Roberto Merhi Matt Rao                  | Oreca 05                       | D      | 151    | +9 ronden   |
| 9    | LMP2       | 45  | Manor                     | Richard Bradley Roberto Merhi Matt Rao                  | Nissan VK45DE 4.5 L V8         | D      | 151    | +9 ronden   |
| 10   | LMP2       | 43  | RGR Sport by Morand       | Filipe Albuquerque Ricardo González Bruno Senna         | Ligier JS P2                   | D      | 151    | +9 ronden   |
| 10   | LMP2       | 43  | RGR Sport by Morand       | Filipe Albuquerque Ricardo González Bruno Senna         | Nissan VK45DE 4.5 L V8         | D      | 151    | +9 ronden   |
| 11   | LMP2       | 26  | G-Drive Racing            | Nathanaël Berthon René Rast Roman Roesinov              | Oreca 05                       | D      | 150    | +10 ronden  |
| 11   | LMP2       | 26  | G-Drive Racing            | Nathanaël Berthon René Rast Roman Roesinov              | Nissan VK45DE 4.5 L V8         | D      | 150    | +10 ronden  |
| 12   | LMP2       | 38  | G-Drive Racing            | Jake Dennis Simon Dolan Giedo van der Garde             | Gibson 015S                    | D      | 148    | +12 ronden  |
| 12   | LMP2       | 38  | G-Drive Racing            | Jake Dennis Simon Dolan Giedo van der Garde             | Nissan VK45DE 4.5 L V8         | D      | 148    | +12 ronden  |
| 13   | LMP2       | 30  | Extreme Speed Motorsports | Ed Brown Johannes van Overbeek Scott Sharp              | Ligier JS P2                   | D      | 146    | +14 ronden  |
| 13   | LMP2       | 30  | Extreme Speed Motorsports | Ed Brown Johannes van Overbeek Scott Sharp              | Nissan VK45DE 4.5 L V8         | D      | 146    | +14 ronden  |
| 14   | LMGTE Pro  | 71  | AF Corse                  | Sam Bird Davide Rigon                                   | Ferrari 488 GTE                | M      | 145    | +15 ronden  |
| 14   | LMGTE Pro  | 71  | AF Corse                  | Sam Bird Davide Rigon                                   | Ferrari F154CB 3.9 L Turbo V8  | M      | 145    | +15 ronden  |
| 15   | LMP2       | 44  | Manor                     | Tor Graves James Jakes Will Stevens                     | Oreca 05                       | D      | 144    | +16 ronden  |
| 15   | LMP2       | 44  | Manor                     | Tor Graves James Jakes Will Stevens                     | Nissan VK45DE 4.5 L V8         | D      | 144    | +16 ronden  |
| 16   | LMGTE Pro  | 67  | Ford Chip Ganassi Team UK | Marino Franchitti Andy Priaulx Harry Tincknell          | Ford GT                        | M      | 144    | +16 ronden  |
| 16   | LMGTE Pro  | 67  | Ford Chip Ganassi Team UK | Marino Franchitti Andy Priaulx Harry Tincknell          | Ford EcoBoost 3.5 L Turbo V6   | M      | 144    | +16 ronden  |
| 17   | LMGTE Pro  | 97  | Aston Martin Racing       | Jonathan Adam Fernando Rees Richie Stanaway             | Aston Martin Vantage GTE       | D      | 144    | +16 ronden  |
| 17   | LMGTE Pro  | 97  | Aston Martin Racing       | Jonathan Adam Fernando Rees Richie Stanaway             | Aston Martin 4.5 L Turbo V8    | D      | 144    | +16 ronden  |
| 18   | LMGTE Pro  | 77  | Dempsey-Proton Racing     | Michael Christensen Richard Lietz                       | Porsche 911 RSR                | M      | 142    | +18 ronden  |
| 18   | LMGTE Pro  | 77  | Dempsey-Proton Racing     | Michael Christensen Richard Lietz                       | Porsche 4.0 L Flat-6           | M      | 142    | +18 ronden  |
| 19   | LMGTE Am   | 98  | Aston Martin Racing       | Paul Dalla Lana Pedro Lamy Mathias Lauda                | Aston Martin Vantage GTE       | D      | 140    | +20 ronden  |
| 19   | LMGTE Am   | 98  | Aston Martin Racing       | Paul Dalla Lana Pedro Lamy Mathias Lauda                | Aston Martin 4.5 L V8          | D      | 140    | +20 ronden  |
| 20   | LMGTE Am   | 83  | AF Corse                  | Rui Águas Emmanuel Collard François Perrodo             | Ferrari 458 Italia GT2         | M      | 139    | +21 ronden  |
| 20   | LMGTE Am   | 83  | AF Corse                  | Rui Águas Emmanuel Collard François Perrodo             | Ferrari 4.5 L V8               | M      | 139    | +21 ronden  |
| 21   | LMGTE Am   | 50  | Larbre Compétition        | Pierre Ragues Paolo Ruberti Yutaka Yamagishi            | Chevrolet Corvette C7.R        | M      | 139    | +21 ronden  |
| 21   | LMGTE Am   | 50  | Larbre Compétition        | Pierre Ragues Paolo Ruberti Yutaka Yamagishi            | Chevrolet LT5.5 5.5 L V8       | M      | 139    | +21 ronden  |
| 22   | LMGTE Am   | 78  | KCMG                      | Joël Camathias Wolf Henzler Christian Ried              | Porsche 911 RSR                | M      | 139    | +21 ronden  |
| 22   | LMGTE Am   | 78  | KCMG                      | Joël Camathias Wolf Henzler Christian Ried              | Porsche 4.0 L Flat-6           | M      | 139    | +21 ronden  |
| 23   | LMGTE Am   | 86  | Gulf Racing               | Ben Barker Adam Carroll Michael Wainwright              | Porsche 911 RSR                | M      | 138    | +22 ronden  |
| 23   | LMGTE Am   | 86  | Gulf Racing               | Ben Barker Adam Carroll Michael Wainwright              | Porsche 4.0 L Flat-6           | M      | 138    | +22 ronden  |
| 24   | LMP2       | 37  | SMP Racing                | Kirill Ladygin Vitali Petrov Viktor Shaytar             | BR Engineering BR01            | D      | 136    | +24 ronden  |
| 24   | LMP2       | 37  | SMP Racing                | Kirill Ladygin Vitali Petrov Viktor Shaytar             | Nissan VK45DE 4.5 L V8         | D      | 136    | +24 ronden  |
| 25   | LMGTE Am   | 88  | Abu Dhabi-Proton Racing   | David Heinemeier Hansson Patrick Long Khaled Al Qubaisi | Porsche 911 RSR                | M      | 136    | +24 ronden  |
| 25   | LMGTE Am   | 88  | Abu Dhabi-Proton Racing   | David Heinemeier Hansson Patrick Long Khaled Al Qubaisi | Porsche 4.0 L Flat-6           | M      | 136    | +24 ronden  |
| 26   | LMP1       | 1   | Porsche Team              | Timo Bernhard Brendon Hartley Mark Webber               | Porsche 919 Hybrid             | M      | 112    | +48 ronden  |
| 26   | LMP1       | 1   | Porsche Team              | Timo Bernhard Brendon Hartley Mark Webber               | Porsche 2.0 L Turbo V4         | M      | 112    | +48 ronden  |
| 27   | LMP1       | 5   | Toyota Gazoo Racing       | Sébastien Buemi Anthony Davidson Kazuki Nakajima        | Toyota TS050 Hybrid            | M      | 110    | +50 ronden  |
| 27   | LMP1       | 5   | Toyota Gazoo Racing       | Sébastien Buemi Anthony Davidson Kazuki Nakajima        | Toyota 2.4 L Turbo V6          | M      | 110    | +50 ronden  |
| DNF  | LMP2       | 35  | Baxi DC Racing Alpine     | David Cheng Nelson Panciatici Ho-Pin Tung               | Alpine A460                    | D      | 143    | Ongeluk     |
| DNF  | LMP2       | 35  | Baxi DC Racing Alpine     | David Cheng Nelson Panciatici Ho-Pin Tung               | Nissan VK45DE 4.5 L V8         | D      | 143    | Ongeluk     |
| DNF  | LMGTE Pro  | 51  | AF Corse                  | Gianmaria Bruni James Calado                            | Ferrari 488 GTE                | M      | 140    | Motor       |
| DNF  | LMGTE Pro  | 51  | AF Corse                  | Gianmaria Bruni James Calado                            | Ferrari F154CB 4.0 L Turbo V8  | M      | 140    | Motor       |
| DNF  | LMP2       | 27  | SMP Racing                | David Markozov Maurizio Mediani Nicolas Minassian       | BR Engineering BR01            | D      | 123    | Schade      |
| DNF  | LMP2       | 27  | SMP Racing                | David Markozov Maurizio Mediani Nicolas Minassian       | Nissan VK45DE 4.5 L V8         | D      | 123    | Schade      |
| DNF  | LMGTE Pro  | 66  | Ford Chip Ganassi Team UK | Billy Johnson Stefan Mücke Olivier Pla                  | Ford GT                        | M      | 100    | Ongeluk     |
| DNF  | LMGTE Pro  | 66  | Ford Chip Ganassi Team UK | Billy Johnson Stefan Mücke Olivier Pla                  | Ford EcoBoost 3.5 L Turbo V6   | M      | 100    | Ongeluk     |
| DNF  | LMP1       | 6   | Toyota Gazoo Racing       | Mike Conway Kamui Kobayashi Stéphane Sarrazin           | Toyota TS050 Hybrid            | M      | 87     | Motor       |
| DNF  | LMP1       | 6   | Toyota Gazoo Racing       | Mike Conway Kamui Kobayashi Stéphane Sarrazin           | Toyota 2.4 L Turbo V6          | M      | 87     | Motor       |
| DNF  | LMP2       | 42  | Strakka Racing            | Jonny Kane Nick Leventis Danny Watts                    | Gibson 015S                    | D      | 78     | Motor       |
| DNF  | LMP2       | 42  | Strakka Racing            | Jonny Kane Nick Leventis Danny Watts                    | Nissan VK45DE 4.5 L V8         | D      | 78     | Motor       |
| DNF  | LMGTE Pro  | 95  | Aston Martin Racing       | Marco Sørensen Nicki Thiim Darren Turner                | Aston Martin Vantage GTE       | D      | 40     | Ongeluk     |
| DNF  | LMGTE Pro  | 95  | Aston Martin Racing       | Marco Sørensen Nicki Thiim Darren Turner                | Aston Martin 4.5 L Turbo V8    | D      | 40     | Ongeluk     |

## Tussenstanden na wedstrijd
LMP (coureurs)
| Pos | Coureur                                               | Punten |
| --- | ----------------------------------------------------- | ------ |
| 1   | Romain Dumas Neel Jani Marc Lieb                      | 43     |
| 2   | Alexandre Imperatori Dominik Kraihamer Mathéo Tuscher | 30     |
| 3   | Loïc Duval Lucas di Grassi Oliver Jarvis              | 25     |
| 4   | Nick Heidfeld Nelson Piquet jr. Nicolas Prost         | 24     |
| 5   | Mike Conway Kamui Kobayashi Stéphane Sarrazin         | 18     |

LMP1 (constructeurs)
| Pos | Team    | Punten |
| --- | ------- | ------ |
| 1   | Porsche | 56     |
| 2   | Toyota  | 43     |
| 3   | Audi    | 41     |

GTE (coureurs)
| Pos | Coureur                                        | Punten |
| --- | ---------------------------------------------- | ------ |
| 1   | Sam Bird Davide Rigon                          | 52     |
| 2   | Marino Franchitti Andy Priaulx Harry Tincknell | 30     |
| 3   | Gianmaria Bruni James Calado                   | 18     |
| 4   | Rui Águas Emmanuel Collard François Perrodo    | 16     |
| 5   | Paul Dalla Lana Pedro Lamy Mathias Lauda       | 16     |

GTE (constructeurs)
| Pos | Constructeur | Punten |
| --- | ------------ | ------ |
| 1   | Ferrari      | 78     |
| 2   | Aston Martin | 46     |
| 3   | Ford         | 40     |
| 4   | Porsche      | 24     |

GT Pro (teams)
| Pos | Nr | Team                      | Punten |
| --- | -- | ------------------------- | ------ |
| 1   | 71 | AF Corse                  | 52     |
| 2   | 67 | Ford Chip Ganassi Team UK | 30     |
| 3   | 77 | Dempsey-Proton Racing     | 20     |
| 4   | 51 | AF Corse                  | 18     |
| 5   | 97 | Aston Martin Racing       | 15     |

LMP1 privé (coureurs)
| Pos | Coureur                                               | Punten |
| --- | ----------------------------------------------------- | ------ |
| 1   | Alexandre Imperatori Dominik Kraihamer Mathéo Tuscher | 50     |
| 2   | Nick Heidfeld Nelson Piquet jr. Nicolas Prost         | 36     |
| 3   | James Rossiter Simon Trummer Oliver Webb              | 30     |

LMP1 privé (teams)
| Pos | Nr | Team                 | Punten |
| --- | -- | -------------------- | ------ |
| 1   | 13 | Rebellion Racing     | 50     |
| 2   | 12 | Rebellion Racing     | 36     |
| 3   | 4  | ByKolles Racing Team | 30     |

LMP2 (coureurs)
| Pos | Coureur                                            | Punten |
| --- | -------------------------------------------------- | ------ |
| 1   | Filipe Albuquerque Ricardo González Bruno Senna    | 37     |
| 2   | Nicolas Lapierre Gustavo Menezes Stéphane Richelmi | 37     |
| 3   | Chris Cumming Ryan Dalziel Pipo Derani             | 36     |
| 4   | Nathanaël Berthon René Rast Roman Roesinov         | 27     |
| 5   | Richard Bradley Roberto Merhi Matt Rao             | 23     |

LMP2 (teams)
| Pos | Nr | Team                      | Punten |
| --- | -- | ------------------------- | ------ |
| 1   | 43 | RGR Sport by Morand       | 40     |
| 2   | 36 | Signatech Alpine          | 37     |
| 3   | 31 | Extreme Speed Motorsports | 36     |
| 4   | 26 | G-Drive Racing            | 29     |
| 5   | 30 | Extreme Speed Motorsports | 14     |

GTE Am (coureurs)
| Pos | Coureur                                      | Punten |
| --- | -------------------------------------------- | ------ |
| 1   | Paul Dalla Lana Pedro Lamy Mathias Lauda     | 44     |
| 2   | Rui Águas Emmanuel Collard François Perrodo  | 43     |
| 3   | Pierre Ragues Paolo Ruberti Yutaka Yamagishi | 30     |
| 4   | Joël Camathias Wolf Henzler Christian Ried   | 24     |
| 5   | David Heinemeier Hansson Khaled Al Qubaisi   | 19     |

GTE Am (teams)
| Pos | Nr | Team                    | Punten |
| --- | -- | ----------------------- | ------ |
| 1   | 98 | Aston Martin Racing     | 44     |
| 2   | 83 | AF Corse                | 43     |
| 3   | 50 | Larbre Compétition      | 30     |
| 4   | 78 | KCMG                    | 24     |
| 5   | 88 | Abu Dhabi-Proton Racing | 19     |